# Ernest Guiraud
Ernest Guiraud (Nueva Orleans, 23 de junio de 1837 - París, 6 de mayo de 1892) fue un compositor y profesor de música francés de origen estadounidense.

## Biografía
Ernest Guiraud llegó a Francia dispuesto a rehabilitar el buen nombre de su padre Jean-Baptiste, compositor y profesor que, ante el fracaso de sus conciertos y representaciones teatrales, se vio obligado a emigrar a América. 
En el conservatorio fue alumno de Barbereau y de Halévy y obtuvo el primer premio de piano (1858) y consiguió en 1859, al igual que su padre en 1827, el Premio de Roma, que le fue concedido por unanimidad.
Compuso para el Théâtre de l'Ópera-Comique: Sylvie (1864); En Prison, (1869); Kabol (1870); Piccolino, ópera cómica en tres actos (1876); Galante aventure, ópera cómica en tres actos (1882). Para el Ateneo: Madame Turlupin, ópera cómica en dos actos que tuvo un gran éxito en (1872). Para la Opéra de París: el ballet Gretnagreen (1873). 
Años más tarde llegó a ser profesor de armonía en el conservatorio (1876) y después de composición (1880) sucediendo a Victor Massé. Entre sus discípulos destacan Paul Dukas, André Gedalge, Claude Debussy, Erik Satie i Mel Bonis. Sus enseñanzas fueron muy apreciadas y reconocidas. Influyó notablemente en Claude Debussy - publicación de las notas tomadas durante las discusiones amistosas por Maurice Emmanuel en su libro dedicado a "Pelléas y Melisande".
Su Primera Suite de orquesta, ejecutada en 1872 en los Conciertos Populares tuvo una buena acogida y su Carnaval todavía se interpreta. Mantuvo una gran amistad con Georges Bizet, cuya partitura de la ópera Carmen enriqueció con los recitativos que incorporó a la misma reemplazando los diálogos originales. Asimismo acabó la orquestación de Los cuentos de Hoffmann, de Jacques Offenbach. Su ópera Frédégonde, drama lírico en tres actos fue terminada por Camille Saint-Saëns y por Paul Dukas en 1894.
Fue extraordinariamente competente en las disciplinas de armonía y orquestación.

## Obras
- 1846 - David, ópera.
- 1859 - En Prison, ópera cómica.
- 1862 - El aventurero, melodrama jocoso.
- 1862-64 - Sylvie, ópera cómica.
- 1868-69 - La copa del rey de Thulé, ópera.
- 1870 - Le Kabol, ópera.
- 1873 - Gretnagreen, ballet.
- 1872 - Madame Turlupin, ópera cómica.
- 1876 - Piccolino, ópera cómica.
- - El fuego, ópera.
- 1882 - Galante aventure, ópera cómica.
- 1856 - Capricho para violín y orquesta.
- 1887 - Caza fantástica, sinfonía.
- 1895 - Frédégonde, drama lírico. Los actos 1-3 con orquestación de Paul Dukas y los actos 4 y 5 y ballet del acto 3 compuestos por Camille Saint-Saëns.